# Ливедеа (Јаломица)
Ливедеа (рум. Livedea) насеље је у Румунији у округу Јаломица у општини Синтешти. Oпштина се налази на надморској висини од 64 m.

## Становништво
Према подацима из 2002. године у насељу је живело 89 становника, од којих су сви румунске националности.